# Capito squamatus
Capito squamatus, conhecido como capitão-de-testa-laranja ou capitão-de-fronte-laranja é uma espécie de ave piciforme da família Capitonidae. Pode ser encontrada na Colômbia e Equador.